# بلقاسم زغماتي
بلقاسم زغماتي (2 يناير 1957 بقوراية - ولاية تيبازة)، سياسي جزائري، وهو وزير العدل الجزائري منذ 31 يوليو 2019 في حكومة بدوي، ثم في حكومة جراد الأولى بتاريخ 2 يناير 2020 وبحكومة جراد الثانية بتاريخ 23 يونيو 2020. حاصل على شهادة من المدرسة الوطنية للإدارة، القسم القضائي.

## سيرة
التحق بسلك القضاء سنة 1981.
نائبا عاما لدى المجالس القضائية لكل من باتنة وسطيف ثم وهران.
في 1 سبتمبر 2007 ، تم تعيينه نائبا عامًا لمحكمة الجزائر. خلال صيف عام 2013، أصدر أوامر اعتقال دولية ضد شكيب خليل ، وزير الطاقة السابق وزوجته وطفليه. في 28 فيفري 2016 ، خلال حركة قضائية قررها الرئيس عبد العزيز بوتفليقة ، طُرد وعُزل من منصبه كنائب عام لمحكمة الجزائر. تم إلغاء أوامر الاعتقال في عام 2016 بسبب الانتهاكات الإجرائية وعودة خليل إلى البلاد.
في 16 مايو 2019 ، في سياق الأحداث والتمردات الاجتماعية التي أثرت على الجزائر خلال عام 2019 ، أعيد تعيينه نائبًا عامًا لمجلس قضاء الجزائر.
في 31 يوليو 2019 ، تم تعيينه وزيراً للعدل حافظا للأختام من قبل عبد القادر بن صالح، رئيس الدولة الجزائرية، ليحل محل سليمان براهمي الذي أُنهيت مهامه، ويعتبر هذا التعيين غير دستوري، فالمادة 104 من الدستور تحظر على رئيس الدولة تعديل الحكومة.
المناصب التي شغلها
- قاضي لدى محكمة قصر البخاري من سنة 1983 إلى 1986.
- قاضي لدى محكمة شرشال من سنة 1981 إلى 1983.
- قاضي لدى محكمة الشلف من سنة 1986 إلى 1987.
- نائب عام مساعد لدى مجلس قضاء البليدة من سنة 1986 إلى 1989.
- قاضي لدى محكمة العفرون من سنة 1989 إلى 1990.
- قاضي لدى محكمة حسين داي من 1990 إلى 1993.
- نائب عام مساعد لدة مجلس قضاء الجزائر من سنة 1994 إلى 1996.
- نائب عام لدى مجلس قضاء باتنة من سنة 1996 إلى 2000.
- نائب عام لدى مجلس قضاء سطيف من سنة 2000 إلى 2003.
- نائب عام لدى مجلس قضاء وهران من سنة 2003 إلى 2007.
- نائب عام لدى مجلس قضاء الجزائر من سنة 2007 إلى 2016.
- نائب عام لدى مجلس قضاء الجزائر سنة 2019.
- وزير العدل حافظ الأختام 31 يوليو 2019 في حكومة بدوي.
- وزيرا للعدل حافظا للأختام في يناير 2020 في حكومة جراد الأولى.
- وزيرا للعدل حافظا للأختام في 23 يونيو 2020 في حكومة جراد الثانية.[4]